# عمارت پناتی

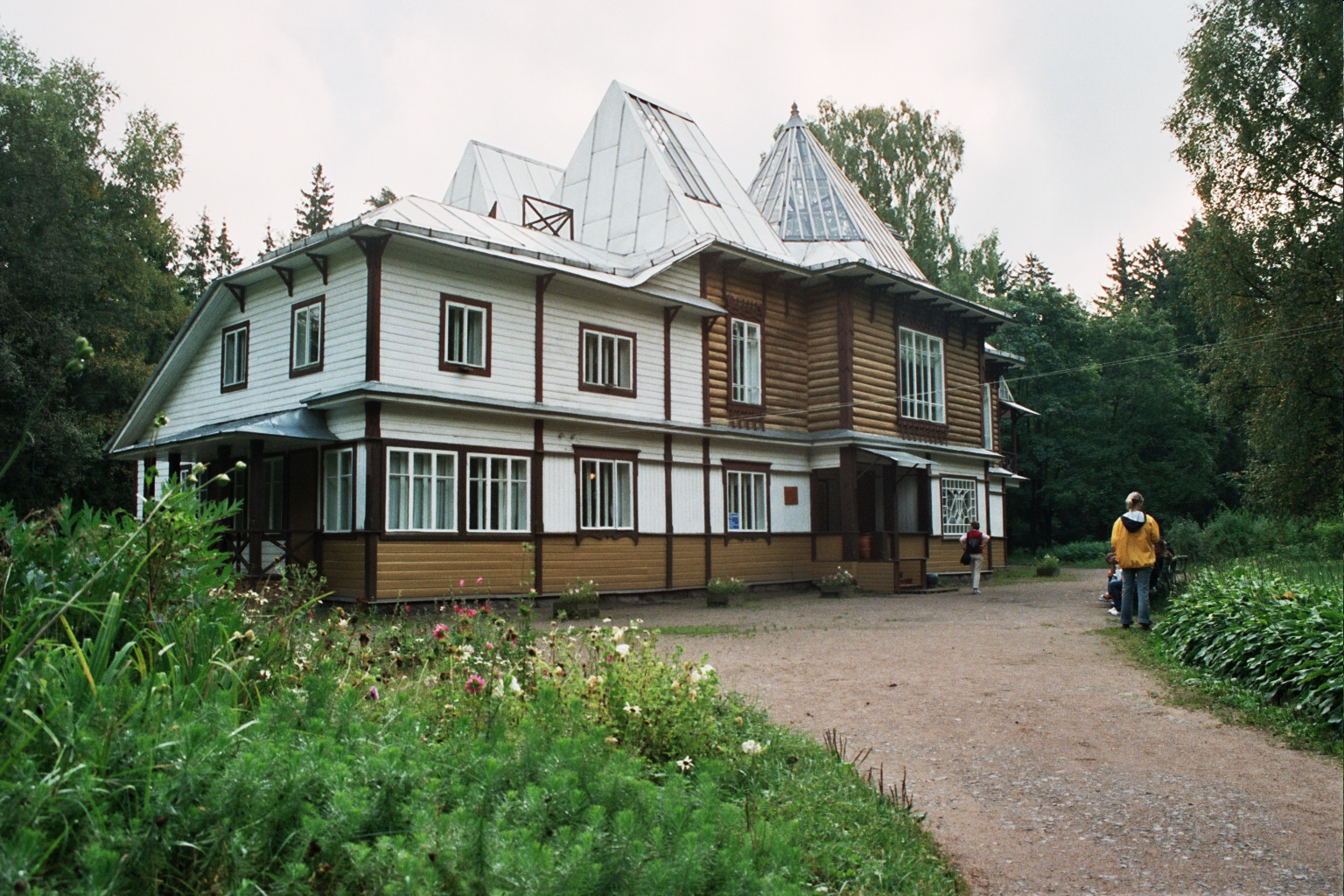

پِناتی، (به روسی: Пенаты) موزه-عمارت ایلیا یفیمویچ رپین، نقاش برجسته روسی است که در روستای رپینو (سنت پترزبورگ) (نام پیشین: کووککالا) در منطقه توریستی سنت پترزبورگ، در خیابان پری‌مورسکویه، پلاک ۴۱۱ واقع شده است. این مجموعه به عنوان یکی از شعبات موزه تحقیقاتی وابسته به آکادمی هنرهای روسیه فعالیت می‌کند.